# Raphaël Banon
Raphaël Banon (1961) est l'ancien Grand-rabbin de Toulouse et de Garonne[Quoi ?] et chef d'entreprise. Il est un des dix candidats au poste de Grand-rabbin de France à l'élection du 22 juin 2014.

## Éléments biographiques
Raphaël Banon est né en 1961 en Tunisie. Fils aine du Rabbin Pinhas Banon et de Rachel Nahmani.
Il est parmi les cinq premiers eleves de l'École Merkaz Hatorah au Raincy. Il étudie à la Yechiva d'Aix-les-Bains et au Séminaire israélite de France (SIF) dont il sort diplômé rabbin en 1990.
Il est vice-président de l'Association du Rabbinat français.
Il est responsable communautaire de Rosny-sous-Bois, fondateur de la maternelle et primaire juive consistorialle, Ohr Sarah.
Il devient Grand-rabbin de la région Toulouse et Garonne (pour une période de deux mois).
Il est chef d'entreprise de la société Bara.
En 2012, il est candidat au poste de Grand-rabbin de Paris.
En 2014, il est un des dix candidats au poste de Grand-rabbin de France à l'élection du 22 juin 2014.
Marié à Tikva Elhayani, ils ont trois fils.

## Candidat au poste de Grand-rabbin de Paris en 2012
Le 28 mars 2012 ont lieu les élections pour le Grand rabbinat de Paris. Michel Gugenheim est élu au troisième tour.
Il bénéficie du soutien de Joël Mergui.
Au "premier tour", Michel Gugenheim reçoit 24 voix, le rabbin Chalom Lellouche 9 voix, le rabbin Alain Sénior 5 voix et le rabbin Raphaël Banon 4 voix. Le rabbin Banon se retire.
Au "deuxième tour", Michel Gugenheim ne gagne qu'une voix pour un total de 25, Chalom Lellouche ne progresse pas avec 9 voix et le rabbin Sénior reçoit 3 voix de plus avec 8 voix.
Au "troisième tour", Michel Gugenheim reçoit les 8 voix de Sénior et Lellouche ne progresse pas avec toujours 9 voix. Gugenheim est élu avec 33 voix sur 42 voix, avec 78,57 % des voix contre 21,42 % pour Lellouche.
Michel Gugenheim élu pour 7 ans déclare ne pas briguer un second mandat.

## Candidat au poste deGrand-rabbin de Franceen 2014
À l'élection du 22 juin 2014, pour le poste de Grand-rabbin de France, Raphaël Banon est un des dix candidats. Les neuf autres candidats sont: Laurent Berros, Bruno Fiszon, Élie Elkiess, Olivier Kaufmann, Haïm Korsia, Yoni Krief, Meïr Malka, Alain Sénior et David Shoushana,.
Au moment de l'élection, il ne reste plus que six candidats,, les autres, dont Raphaël Banon, s'étant retirés.
Sur les 313 électeurs, seulement 233 sont présents (177 électeurs et 56 suppléants). Au premier tour, seulement 227 suffrages sur 233 et au deuxième tour seulement 228 suffrages sur 233 sont exprimés.
Les résultats du premier tour sont les suivants: Haïm Korsia: 94 voix (41,41 %), Olivier Kaufmann : 52 voix (22,90 %), Laurent Berros : 41 voix (18,06 %), Alain Sénior: 32 voix (14,09 %), Meir Malka: 4 voix (1,76 %) et David Shoushana: 4 voix (1,76 %). 
Haïm Korsia est élu Grand Rabbin de France, au deuxième tour, avec 131 voix (57,45 %) contre 97 voix (42,54 %) pour Olivier Kaufmann,.